# Lobeza maronia
Lobeza maronia är en fjärilsart som beskrevs av William Schaus 1928. Lobeza maronia ingår i släktet Lobeza och familjen tandspinnare. Inga underarter finns listade i Catalogue of Life.